# Forgotten Realms
Forgotten Realms (Els Regnes Oblidats, o simplement Els Regnes) és un univers de ficció que constitueix un escenari de campanya per al joc de rol Dungeons & Dragons. Va ser creat l'any 1965 pel dissenyador de jocs canadenc Ed Greenwood com el seu propi escenari de campanya detallat en una llarga sèrie d'articles en la revista Dragón. Des dels anys 1990 es va constituir com l'escenari o ambientació més popular entre els jugadors de D&D. La major part de l'acció transcorre en el supercontinent de Faerûn, una part d'un enorme món anomenat Abeir-Toril amb certs paral·lelismes amb el món real.
La idea original prové de R.A. Salvatore, un escriptor que va escriure diverses sagues amb Drizzt Do'Urden com a protagonista.
A més de la seva transcendència en la història de D&D, existeixen nombroses novel·les ambientades en aquest món, destacant, entre d'altres, la saga de Drizzt Do'Urden escrita per R.A. Salvatore. Forgotten Realms també és un escenari popular com a lloc d'ambientació de jocs de PC com la saga de Baldur's Gate (Porta de Baldur), IceWind Dale o Neverwinter Nights.
Els Regnes són en l'actualitat un món fantàstic altament desenvolupat i coherent, que comprèn multitud de personatges, localitzacions, organitzacions i trames, detallats en una llarga sèrie suplements de joc, novel·les i accessoris publicats des de finals dels vuitanta. En l'actualitat és l'únic dels dos escenaris de campanya, junt amb Eberron, per al qual l'editorial original de Dungeons & Dragons, Wizards of the Coast, encara es troba creant material nou.

## Drow
Un drow és un elf fosc. Drizzt Do'Urden, protagonista de diferents aventures, n'és un. Acostumen a habitar a la foscor i tenen molta facilitat per moure's entre les ombres sense ser vistos.

## Història de l'escenari de campanya
Tot i que encara no eren una ambientació oficial, el primer mòdul basat en Els Regnes, H1 Bloodstone Pass, fou publicat, als Estats Units, el 1985 per l'editorial TSR. El primer Set de Campanya dels Regnes Oblidats plenament oficial (La vella caixa gris) no va sortir al mercat fins a l'any 1987 i consistia en una caixa amb dos llibres de regles i quatre grans mapes, dissenyat per Ed Greenwood amb la col·laboració de Jeff Grubb.
Amb la popularitat aconseguida amb l'escenari, la primera novel·la basada en el mateix El Pou de les Tenebres, que dona inici a la trilogia de les Moonshaes, escrita per Douglas Niles, es va publicar l'any 1987, i al cap de poc va aparèixer la primera menció, en La pedra de Vidre, d'un dels personatges que més fama ha guanyat dins de l'ambientació de Els Regnes, Drizzt Do'Urden, que ha aparegut posteriorment en nombrosos títols amb gran èxit de vendes.